# ゆれながら咲く花
『ゆれながら咲く花』（ゆれながらさくはな、原題：학교 2013〈学校2013〉）は、2012年12月3日から2013年1月28日までKBS2で放送された韓国の連続テレビドラマ。

## 概要
韓国の高等学校を舞台にした学園ドラマである。脚本をイ・ヒョンジュとコ・ジョンウォンが書き、イ・ミンホンとイ・ウンボクが演出を担当した。教師役でチャン・ナラとチェ・ダニエルが、生徒役でイ・ジョンソク、パク・セヨン、キム・ウビンが出演した。毎週月曜と火曜の午後10時からの枠で毎回約60分間放送された。全16話。KBSで1999年に放送された連続ドラマ『学校』を嚆矢とし、後にシリーズとなった学校を舞台にした青春・学園ドラマの第5シリーズにあたる。原題は『학교 2013』で直訳すると「学校2013」だが、日本では作品中で取り上げられたト・ジョンファン作の詩「ゆれながら咲く花」が本作の題名にもなった。他に作品で使われた詩として、イ・ジョンソク演じる主人公コ・ナムスンが国語の授業中に別れの挨拶に現れた級友のためにつぶやいたナ・テジュ作の詩「草花」がある。
ドラマ全編の動画がKBSの公式ウェブサイトで無料で公開されている。

## 登場人物

### 主要人物
チョン・インジェ〈31歳〉
演 - チャン・ナラ
スンリ高校教師。国語（朝鮮語）担当。2年2組の担任になる。非常勤の教員として5年のキャリアがある。
カン・セチャン〈35歳〉
演 - チェ・ダニエル
大学受験予備校の講師を辞めて、スンリ高校の教師になる。国語（朝鮮語）担当。2年2組の共同担任になる。
コ・ナムスン〈19歳〉
演 - イ・ジョンソク
このドラマの主人公。スンリ高校2年2組のクラス委員長になる。学業不振。過去に秘密がある。
パク・フンス〈19歳〉
演 - キム・ウビン
スンリ高校2年2組に転校して来る。今まで何度も問題を起こして、転校を重ねている。

### スンリ高校教師
イム・ジョンス〈49歳〉
演 - パク・ヘミ
校長。
ウ・スチョル〈59歳〉
演 - イ・ハヌィ
教頭。
オム・デウン〈40歳〉
演 - オム・ヒョソプ
2年生担当の学年主任。数学担当。生徒から「オム・ボス」と言われている。
チョ・ボンス〈62歳〉
演 - ユン・ジュサン
体育担当。
ユ・ナニ〈43歳〉
演 - オ・ヨンシル
倫理担当。
養護教諭
演 - アン・ヘギョン
チョン・インジェとは一緒に酒を飲む仲。

### スンリ高校2年2組の生徒
ソン・ハギョン〈18歳〉
演 - パク・セヨン
2年2組のクラス副委員長になる。学業優秀で学年1位の成績。ソウル大学入学を目指して勉学にいそしむ。
キム・ミンギ〈18歳〉
演 - チェ・チャンヨプ
学業優秀。元クラス委員長。母親がいわゆる教育ママ。
ハン・ヨンウ〈18歳〉
演 - キム・チャンファン
ナムスンに守られている。学業不振。
オ・ジョンホ〈18歳〉
演 - クァク・チョンウク
「不良」3人組のリーダー。学業不振。
イ・ジフン
演 - イ・ジフン
「不良」3人組の1人。
イ・イギョン
演 - イ・イギョン
「不良」3人組の1人。学業不振。
ピョン・ギドク〈18歳〉
演 - キム・ヨンチュン
「お調子者」。
イ・ガンジュ〈18歳〉
演 - リュ・ヒョヨン
少年っぽい女子生徒。
ケ・ナリ〈18歳〉
演 - チョン・スジン
小学校のとき子役タレントだった。
キル・ウネ〈18歳〉
演 - キル・ウネ

シン・ヘソン
演 - シン・ヘソン

### その他
ミンギのママ
演 - キム・ナウン
保護者の代表格。いわゆる教育ママ。